# Frederick (Ontario)
Pour les articles homonymes, voir Frederick.
Frederick est une communauté non constituée en municipalité située dans le territoire non organisé de Cochrane, Unorganized, North Part dans le district de Cochrane dans la province de l'Ontario. Elle est située sur la route 636 à l'ouest de Cochrane.

## Annexe